# میترتایش
شهر میترتایش (به آلمانی: Mitterteich) در ایالت بایرن در کشور آلمان واقع شده‌است.